# Herning Blue Fox
L'Herning Blue Fox (sino al 1997 Herning IK) è una squadra di hockey su ghiaccio di Herning, milita attualmente in prima lega danese, la Metal Ligaen.

## Storia
L'Herning è la squadra di hockey più titolata di Danimarca. Il team allenato da Mario Simioni ha centrato per la prima volta la SuperFinal di Continental Cup nella stagione 2015-16, classificandosi al secondo posto.

## Palmarès
- Campionati danesi: 16

1973, 1977, 1987, 1991, 1992, 1994, 1995, 1997, 1998, 2001, 2003, 2005, 2007, 2008, 2011 e 2012
- Coppe di Danimarca: 5

1990-91, 1993-94, 1995-96, 1997-98 e 2011-12